# Northrop YB-35
Northrop YB-35 byl těžký čtyřmotorový bombardér, který pro USAAF (Americké armádní letectvo) během druhé světové války vyvíjela firma Northrop Corporation. Byl to první bombardér, který byl koncipován jako samokřídlo. Nakonec bylo postaveno jen několik kusů (prototypy a předsériové letouny), protože letectvo se soustředilo na proudovými motory poháněný typ Northrop YB-49, který se ale také nedostal do sériové výroby.

## Vznik a vývoj
Projekt B-35 byl výsledkem zájmu konstruktéra Jacka Northropa o samokřídla, který se datoval alespoň už od 20. let. V průběhu druhé světové války byl u jeho společnosti zadán vývoj dálkového samokřídlého bombardéru. Teoreticky mělo samokřídlo kompaktnějším řešením konstrukce letounu ušetřit hmotnost celého letounu a takový bombardér měl být teoreticky rychlejší, mít větší nosnost a nakonec být i levnější, než konvenční bombardér.
Americké letectvo vydalo 11. dubna 1941 požadavek na strategický bombardér, který by unesl 10 000 liber pum při náletu na vzdálenost 5000 mil. Stroj měl mít nejvyšší rychlost 450 mil/h a cestovní rychlost 275 mil/hod a také dostup 45 000 stop. Takový letoun by byl schopný bombardovat cíle v Němci okupované Evropě i po pádu Velké Británie. Původně byly osloveny jen firmy Boeing a Consolidated, která podle nich vyvinula bombardér Convair B-36. V květnu ale byla objednávka rozšířena i na Northrop, který měl vyvinout nové, nekonvenční řešení.
Novátorské řešení si nejprve vyžádalo stavbu testovacího letounu v třetinové velikosti, označeného Northrop N-9M. Díky tomuto letounu byly získány informace využité při aerodynamickém řešení B-35. Práce na samotném B-35 začaly v roce 1942. 

## XB-35

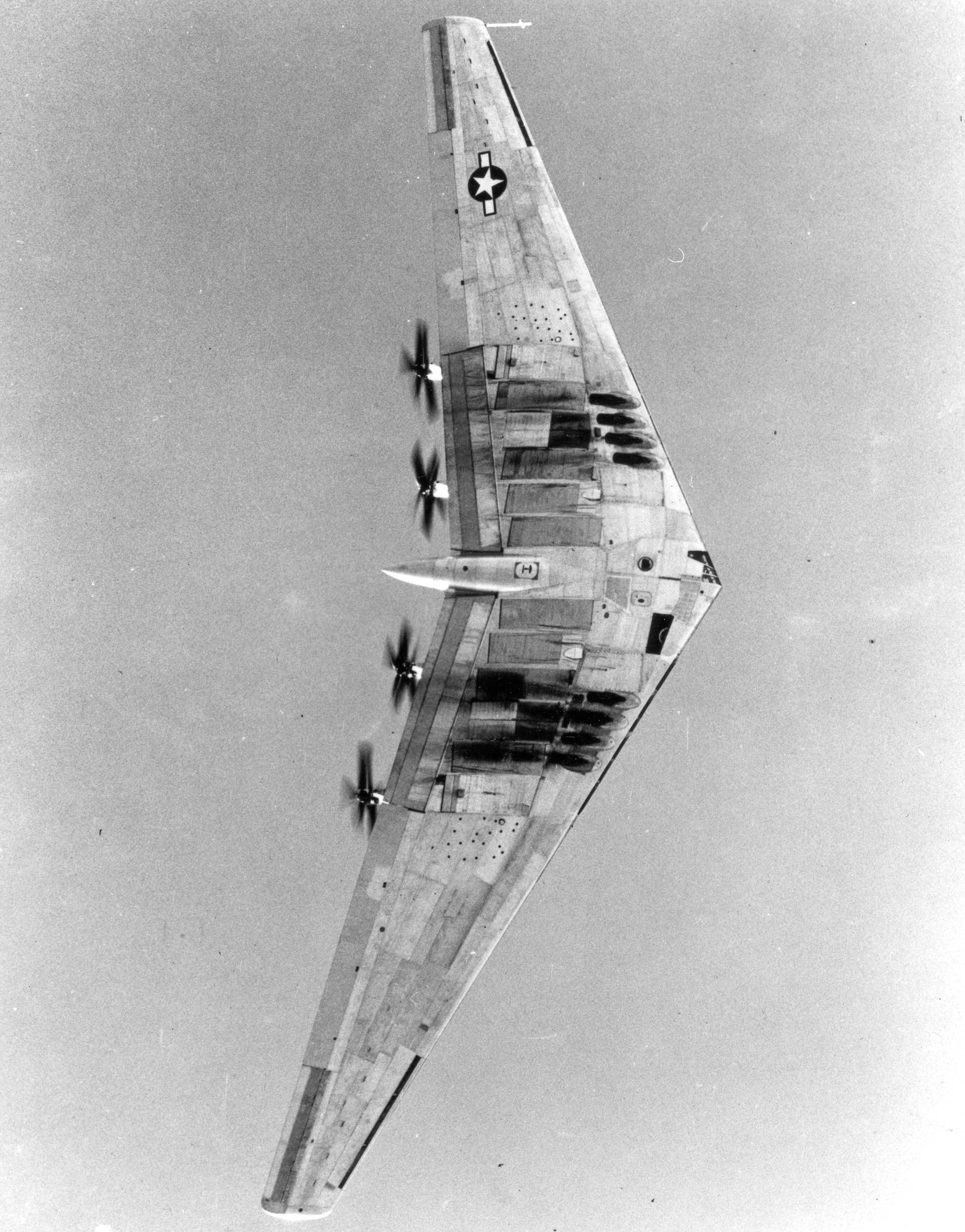
Spodní pohled na XB-35

Kontrakt na výrobu prototypu XB-35 byl podepsán 22. listopadu 1941. Kontrakt zahrnoval opci na stavbu druhého kusu, která byla uplatněna 2. ledna 1942. První prototyp byl předán v listopadu roku 1943 a druhý v dubnu 1944. Kabina posádky byla vložena uvnitř křídla. Osádce sloužil i ocasní kužel, vyčnívající z odtokové hrany křídla. V tomto kuželu mělo být u sériových strojů stanoviště střelců, dálkově ovládajících zbraně letounu. V zadní části kabiny byly prostory pro odpočinek posádky při dálkových letech. Při konstrukci také byla použita kvalitnější slitina hliníku Alcoa.
První let prototypu XB-35 (sériové číslo 42-13603) proběhl 25. června 1946. Posádku tvořil zkušební pilot Max R. Stanley a letečtí inženýři Dale Schroeder a Orva H Douglas Jr. Při prvním letu s prototypem během 45 minut přelétli z továrního letiště Hawthorne v Kalifornii na letiště Muroc Dry Lake. Už tento let provázely potíže, které pokračovaly i v dalších letech. Po několika letech byly oba letouny uzemněny. I po úpravách se nepodařilo potíže odstranit. Program byl nakonec zrušen, i když ještě předtím byla objednána zkušební série.

## YB-35
Série 13 předsériových YB-35 byla objednána 30. září 1943. První z nich vzlétl 15. května 1948, v době, kdy už byla díky rozvoji proudových motorů, celá koncepce YB-35 zastaralá. Tento první kus YB-35 byl také jediný, který kdy doopravdy vzlétl. Jeho testy pokračovaly několik měsíců, než byl 20. července 1949 sešrotován. Druhý rozestavěný YB-35 byl sešrotován ještě před dokončením. Stalo se to 19. srpna 1949.
U ostatních 11 kusů YB-35 byla objednána jejich přestavba na proudový pohon. Dva kusy pohánělo osm proudových motorů. Byly označeny YB-49 a zničeny během testů. Sedm bylo přestavováno na variantu YB-49B, ale žádný nebyl dokončen. Jeden kus dostal šest proudových motorů a testován s označením YRB-49A jako experimentální průzkumný letoun. Zbývající Y-35B byl pod označením EB-35B používán k testování turbovrtulových motorů XT-37 Turbodyne. Byl sešrotován 30. března 1950.

## Zkušenosti z testů

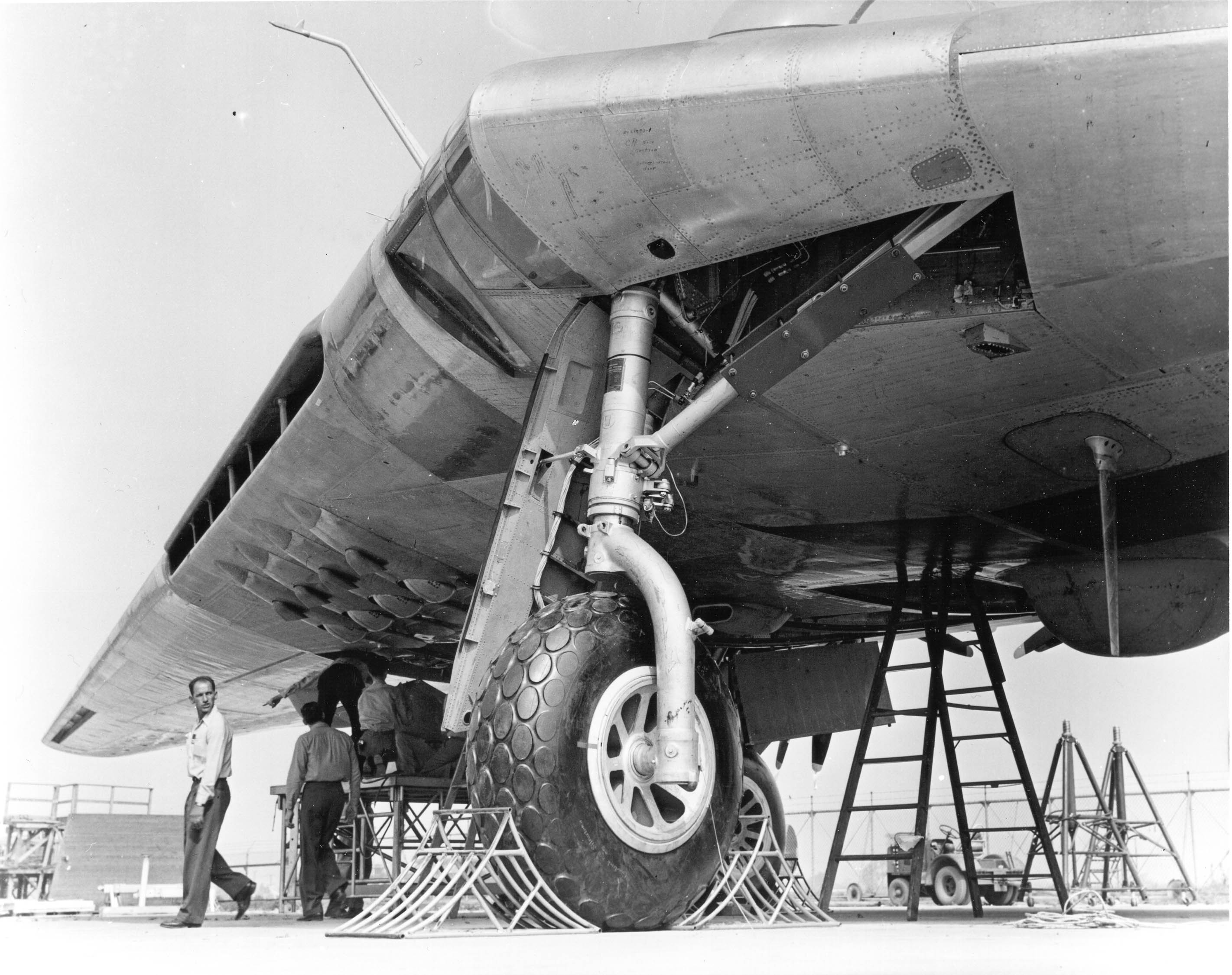
Přední část XB-35

Ještě za války se uvažovalo o výrobě 200 kusů B-35. Jelikož firma Northrop na takovou zakázku neměla kapacitu, letouny měla stavět firma Glenn L. Martin. Potíže s prototypy ale výrobu oddalovaly, až bylo zřejmé, že se neuskuteční. Předsérie proto sloužila zkušebním účelům.
Vývoj se komplikoval už v době zkoušek testovacího letounu Northrop N-9M. Ukázalo se totiž, že dolet B-35 bude o 1 600 mil kratší, než byly armádní požadavky. Menší byla i předpokládaná nejvyšší rychlost. Další potíže nastaly se startem prototypu. Systém protiběžných vrtulí vedl k opakováným selháním převodovky a jejich ovládání. Zákaz vzletů prototypů byl vydán v době, kdy měly za sebou pouhých 19 a 8 vzletů.
Protiběžné vrtule byly odstraněny a nahrazeny jednoduchými. Pak se ovšem objevily silné vibrace a došlo i k zásadnímu zhoršení výkonů letounu. Problémy byly také s komplikovaným výfukovým systémem. Už po dvou letech stroj nesl známky únavy materiálu. Nakonec byl tedy program zrušen pro neustávající technické potíže, technickou zastaralost, stejně jako pro to, že se vývoj neustále protahoval a značně překročil svůj rozpočet.

## Specifikace

### Technické údaje
- Osádka: 9 (pilot, druhý pilot, palubní inženýr, navigátor, radista, bombometčík, střelci)
- Rozpětí: 52,43 m
- Délka: 16,18 m
- Výška: 6,12 m
- Nosná plocha: 371,61 m²
- Prázdná hmotnost: 54 431 kg
- Vzletová hmotnost: 81 646 kg
- Max. vzletová hmotnost: 94 801 kg
- Pohonná jednotka: 4× Pratt & Whitney R-4360 (dva verze R-4360-17 a dva R-4360-21, později byly nahrazeny motory R-4360-45 a -47 o stejném výkonu)
  - Výkon motoru: 3000 hp (2237,1 kW)

### Výkony
- Nejvyšší rychlost: 629 km/h ve výšce 10 668 m
- Ekonomická cestovní rychlost: 294 km/h
- Praktický dostup: 12 100 m
- Čas výstupu do 10 850 m: 57 minut
- Dolet: 13 116 km

### Výzbroj
- 20× kulomet M2 Browning ráže 12,7 mm
- 23 200 kg pum